# Cathédrale Saint-Martin d'Utrecht
Cette  cathédrale ne doit pas être confondue avec une autre cathédrale d'Utrecht.
 D’autres cathédrales portent le nom de cathédrale Saint-Martin.
La cathédrale Saint-Martin d'Utrecht (en néerlandais : Dom van Utrecht) est une des principales églises gothiques des Pays-Bas située dans la ville d'Utrecht. Sa construction fut commencée en 1254 en tant que cathédrale de l'archidiocèse d'Utrecht et se poursuivit jusqu'en 1517. Son architecture s'inspire des grandes cathédrales gothiques en France. Elle est dédiée à saint Martin de Tours. Depuis 1580 l'église est protestante. Sa tour haute de 112,32 mètres est la plus haute tour d'église des Pays-Bas.
Jusqu'en 1559, année de la restructuration par repartage des diocèses des Pays-Bas, elle était la seule cathédrale du territoire des Pays-Bas septentrionaux, correspondant plus ou moins au territoire des Pays-Bas actuels (par opposition aux Pays-Bas méridionaux comprenant l'actuelle Belgique, le Luxembourg et l'essentiel de la région française du Nord-Pas-de-Calais).
De l'église du Moyen Âge, il ne reste plus actuellement que le chœur, le transept et la tour. La nef s'écroula en effet lors d'une tornade en 1674. Depuis lors, la tour qui se trouvait au niveau de la façade occidentale, est séparée du reste du sanctuaire. En plus de l'église, le complexe comporte également un cloître et une salle du chapitre canonial devenu aujourd'hui aula de l'université d'Utrecht.

## La tour de la cathédrale
La tour de la cathédrale (en néerlandais Domtoren) est la partie la plus célèbre de la cathédrale. Elle fut construite de 1321 à 1382 et compte parmi les tours les plus colossales et les plus originales du XIVe siècle en Europe. À l'époque de sa construction, elle soulevait les protestations de Gérard Groote contre la vanité du projet. Pourtant la tour exerça une grande influence sur la construction de plusieurs autres tours aux Pays-Bas, dont celles de Amersfoort, Rhenen et Groningue.
À part l'architecture, un des trésors de la tour est la somptueuse sonnerie de quatorze cloches, l'une des plus importantes d'Europe (31 t). Les six plus grandes cloches et la plus petite furent coulées en 1505 par Geert van Wou ; les sept autres sont des copies modernes des cloches originales de van Wou. Se trouve également dans la tour un carillon de cinquante cloches, coulé par les frères Hémony en 1663. Jacob van Eyck fut carillonneur de la cathédrale au XVIIe siècle.

## Quelques dimensions

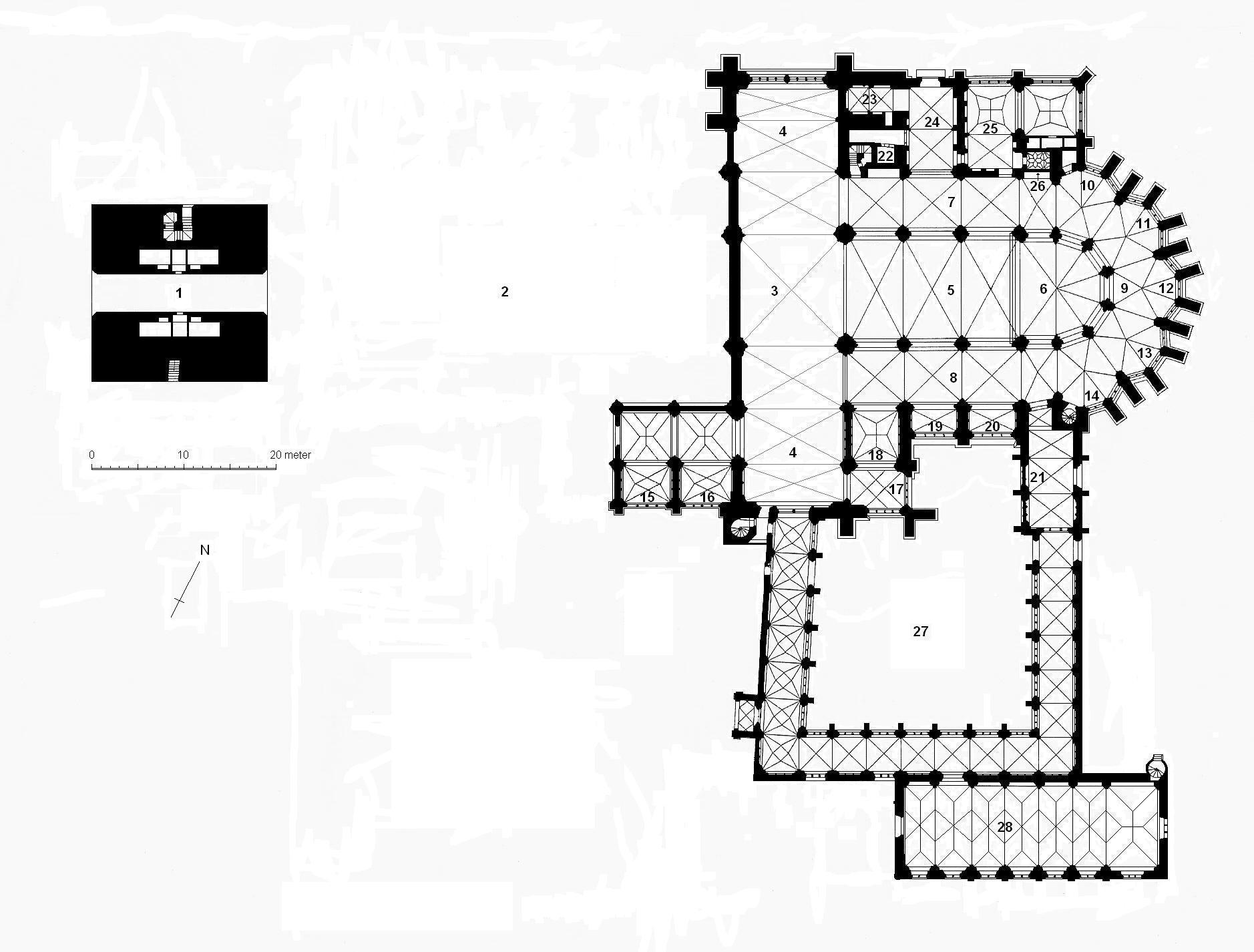
Plan de la cathédrale d'Utrecht :
En 1. : la tour ; en 2. : l'emplacement de la nef disparue ; en 3. : la croisée du transept

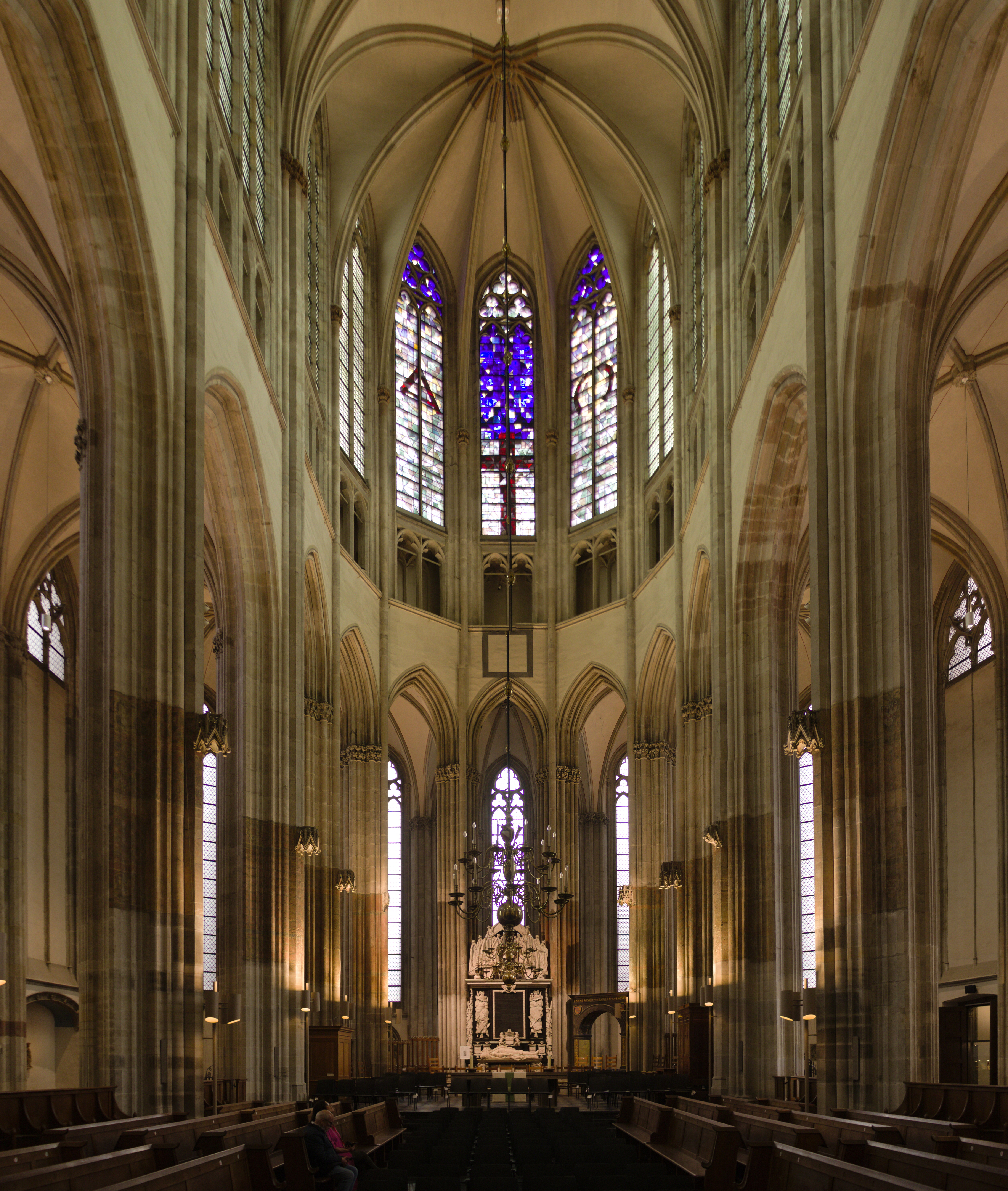
L'intérieur.

- La longueur totale de l'édifice avant l'effondrement de la nef (hors œuvre) était de 119 mètres, tour incluse.
- La longueur du transept (hors œuvre) est de 49 mètres.
- La largeur du vaisseau central du chœur est de 12,14 mètres.
- Hauteur du chœur sous voûte : 31,50 mètres.
- Hauteur du faîte du toit : 41,60 mètres.
- La surface de la base de la tour est de 19,30 sur 19,50 mètres.
- La tour a une hauteur de 112,32 mètres.

## Travaux de restauration
La troisième restauration complète de la tour a commencé en 2019. Les travaux doivent durer cinq ans.